# Mahuna battis
Mahuna battis är en insektsart som beskrevs av Ronald Gordon Fennah 1969. Mahuna battis ingår i släktet Mahuna och familjen vedstritar. Inga underarter finns listade i Catalogue of Life.